# Ladóc
Ladóc (románul: Lădăuți) falu Romániában, Kovászna megyében. 1941 előtt Bodzaforduló része volt, azóta Zágonbárkányhoz tartozik.

## Népessége
1992-ben 732 román lakosa volt. A lakosság nemzetiségi összetételének következtében mindannyian ortodox vallásúak.